# 東京都立大崎高等学校
東京都立大崎高等学校（とうきょうとりつ おおさきこうとうがっこう）は、東京都品川区豊町二丁目にある都立高等学校。

## 教育課程
- 全日制・定時制課程
  - 普通科（全日制7クラス：280人、定時制2クラス：60人）

## 沿革
- 1911年4月 - 荏原郡大崎町立大崎女子実業補習学校として第二日野尋常小学校内に開設
- 1919年11月 - 荏原郡大崎女子実業補習学校と校名変更
- 1927年2月 - 荏原郡大崎町立大崎実修女学校と改称
- 1932年5月 - 東京市品川区大崎実修女学校と改称
- 1935年10月 - 東京市大崎高等実修女学校と改称
- 1942年4月 - 東京市立品川高等実践女学校と改称
- 1943年7月 - 東京都立品川高等実践女学校と改称
- 1946年4月 - 東京都立大崎高等女学校に組織変更
- 1948年4月 - 東京都立大崎新制高等学校に組織変更
- 1950年4月 - 東京都立大崎高等学校と改称
- 1950年9月 - 現在地に校地移転
- 1952年 - 学区合同選抜制度導入
- 1967年 - 学校群制度導入、南・雪谷の各校と13群を組む
- 1982年 - グループ合同選抜制度導入、小山台・八潮・大森・田園調布・南・大森東・雪谷・羽田・蒲田の各校と12グループを組む
- 1994年 - 現在の単独選抜制度を導入
- 1999年8月　- 現校舎が竣工。
- 2001年 - 創立90周年記念式典挙行
- 2011年 - 創立100周年記念式典挙行

## 交通
- 東急大井町線戸越公園駅 徒歩4分
- 都営地下鉄浅草線戸越駅 徒歩10分
- 東急池上線荏原中延駅 徒歩12分
- 東急バス反01・反02 「戸越3丁目」下車、徒歩7分

## 学園祭
- 文化祭は「黎明祭」と呼ばれ毎年9月中旬に行われる。内容は「展示・芸能」部門と「模擬店」部門の二つの分野に分かれる。展示・芸能部門は映画作成などのクラスによる企画や、和太鼓・演劇・吹奏楽部など文化部による公演が行われる。模擬店部門は定時制の食堂を借りて、朝鮮料理などの工夫を凝らした食べ物が出される。

## 著名な出身者
- 芦沢誠（ABCテレビアナウンサー）
- 江畑佳代子（プロボクサー）
- 大橋雄介（関西テレビアナウンサー）
- 串田誠一（政治家）
- 真行寺君枝（女優）
- Char（ギタリスト）
- 富樫直美（プロボクサー）
- 平山犬（劇作家・舞台俳優・YouTuber）

## 入学者選抜応募状況（最終応募状況）
|            | 募集人員(A) | 募集人員(A) | 募集人員(A) | 最終応募人員(B) | 最終応募人員(B) | 最終応募人員(B) | 最終応募倍率(B/A) | 最終応募倍率(B/A) | 最終応募倍率(B/A) |
|            | 男          | 女          | 計          | 男              | 女              | 計              | 男                | 女                | 計                |
| ---------- | ----------- | ----------- | ----------- | --------------- | --------------- | --------------- | ----------------- | ----------------- | ----------------- |
| 令和2年度  | 116         | 107         | 223         | 212             | 141             | 353             | 1.83              | 1.32              | 1.58              |
| 平成31年度 | 116         | 106         | 222         | 205             | 158             | 363             | 1.77              | 1.49              | 1.64              |
| 平成30年度 | 116         | 107         | 223         | 153             | 100             | 253             | 1.32              | 0.93              | 1.13              |
| 平成29年度 | 116         | 107         | 223         | 186             | 135             | 321             | 1.60              | 1.26              | 1.44              |
| 平成28年度 | 116         | 106         | 222         | 190             | 141             | 331             | 1.64              | 1.33              | 1.49              |